# Dolocosa
Genre
Dolocosa est un genre d'araignées aranéomorphes de la famille des Lycosidae.

## Distribution
Les espèces de ce genre sont endémiques de l'île de Sainte-Hélène.

## Liste des espèces
Selon World Spider Catalog (version 24.5, 16/08/2023) :
- Dolocosa dolosa (O. Pickard-Cambridge, 1873)
- Dolocosa joshuai Sherwood, Henrard, Logunov & Fowler, 2023

## Systématique et taxinomie
Ce genre a été décrit par Roewer en 1960 dans les Lycosidae.

## Publication originale
- Roewer, 1960 : « Araneae Lycosaeformia II (Lycosidae). » Exploration du Parc National de l'Upemba Mission G.F. de Witte, vol. 55, p. 519-1040.